# Landgericht Krumbach
Das Landgericht Krumbach war ein von 1837 bis 1879 bestehendes bayerisches Landgericht älterer Ordnung mit Sitz in Krumbach im heutigen Landkreis Günzburg in Bayern. Die Landgerichte waren im Königreich Bayern Gerichts- und Verwaltungsbehörden, die 1862 in administrativer Hinsicht von den Bezirksämtern und 1879 in juristischer Hinsicht von den Amtsgerichten abgelöst wurden.

## Geschichte

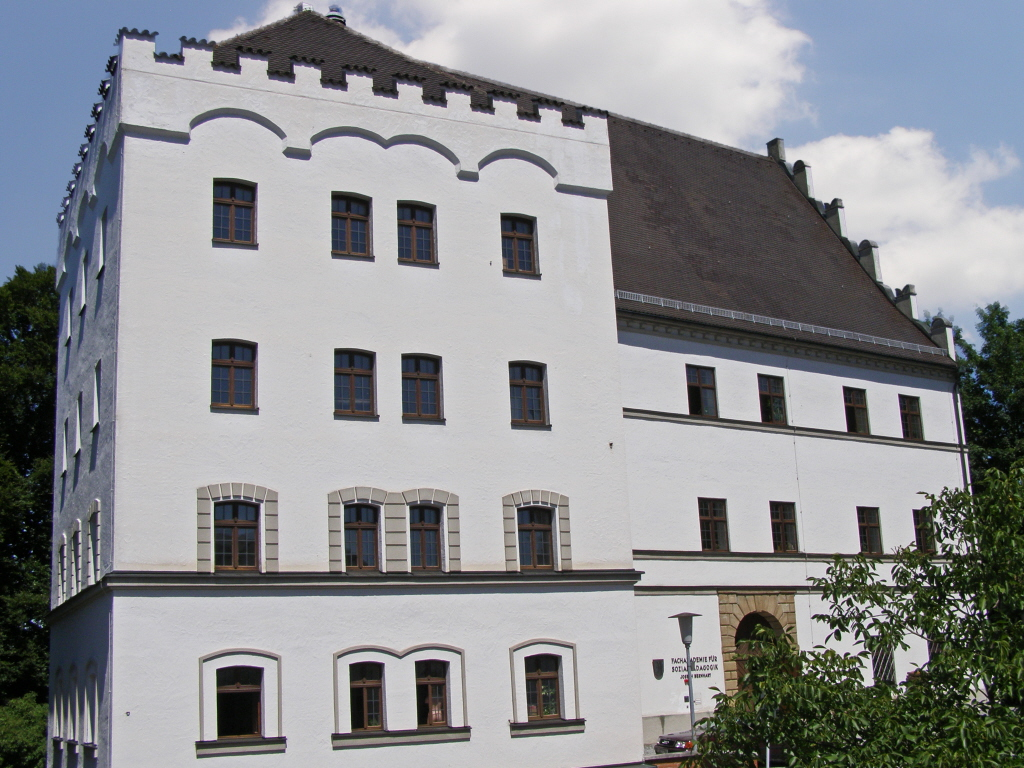
Schloss Krumbach, Sitz des Landgerichts

Im Jahr 1804 wurde im Verlauf der Verwaltungsneugliederung Bayerns das Landgericht Ursberg errichtet. Im Jahr 1837 wurde der Sitz des Landgerichts Ursberg nach Krumbach verlegt und in Landgericht Krumbach umbenannt. Das Landgericht Krumbach gehörte zum Oberdonaukreis.
Anlässlich der Einführung des Gerichtsverfassungsgesetzes am 1. Oktober 1879 wurde das Amtsgericht Krumbach errichtet, dessen Bezirk aus den Gemeinden Aichen, Aletshausen, Attenhausen, Balzhausen, Bayersried, Behlingen, Billenhausen, Burg, Deisenhausen, Edelstetten, Edenhausen, Hagenried, Hairenbuch, Haupeltshofen, Hohenraunau, Hürben, Krumbach, Langenhaslach, Lauterbach, Memmenhausen, Mindelzell, Münsterhausen, Muttershofen, Neuburg an der Kammel, Niederraunau, Oberbleichen, Obergessertshausen, Oberrohr, Premach, Ried, Schellenbach, Thannhausen, Tiefenried, Unterbleichen, Ursberg, Waltenhausen und Ziemetshausen des Landgerichtsbezirks Krumbach und weiteren Gemeinden gebildet wurde.

## Amtsgebäude
Das Landgericht befand sich in der 1835 bis 1840 erbauten Fronfeste des Krumbacher Schlosses.